# Lullington, East Sussex
Lullington är en by i civil parish Cuckmere Valley, i distriktet Wealden, i grevskapet East Sussex i England. Byn är belägen 13 km från Lewes. Lullington var en civil parish fram till 1990 när blev den en del av Cuckmere Valley. Civil parish hade 35 invånare år 1961.